# العلاقات الأوكرانية الجنوب سودانية
العلاقات الأوكرانية الجنوب سودانية هي العلاقات الثنائية التي تجمع بين أوكرانيا وجنوب السودان.

## مقارنة بين البلدين
هذه مقارنة عامة ومرجعية للدولتين:
| وجه المقارنة                                              | أوكرانيا                                   | جنوب السودان                  |
| --------------------------------------------------------- | ------------------------------------------ | ----------------------------- |
| المساحة (كم2)                                             | 603.63 ألف                                 | 619.75 ألف                    |
| عدد السكان (نسمة)                                         | 45.55 مليون                                | 12.58 مليون                   |
| الكثافة السكانية (ن./كم²)                                 | 75.46                                      | 20.3                          |
| العاصمة                                                   | كييف                                       | جوبا                          |
| اللغة الرسمية                                             | اللغة الأوكرانية                           | لغة إنجليزية                  |
| العملة                                                    | هريفنا أوكرانية، كاربوفانيتس، روبل سوفييتي | جنيه جنوب سوداني، جنيه سوداني |
| الناتج المحلي الإجمالي (بليون دولار)                      | 112.15 مليار                               | 2.90 مليار                    |
| الناتج المحلي الإجمالي (تعادل القوة الشرائية) بليون دولار | 352.98 مليار                               | 22.88 مليار                   |
| الناتج المحلي الإجمالي الاسمي للفرد دولار أمريكي          | 2.11 ألف                                   | 73                            |
| الناتج المحلي الإجمالي للفرد دولار أمريكي                 | 8.66 ألف                                   | 2.02 ألف                      |
| مؤشر التنمية البشرية                                      | 0.747                                      | 0.467                         |
| رمز المكالمات الدولي                                      | +380                                       | +211                          |
| رمز الإنترنت                                              | .ua، .укр ‏                                 | .ss                           |
| المنطقة الزمنية                                           | ت ع م+02:00، ت ع م+03:00، توقيت شرق أوروبا | ت ع م+03:00                   |

## منظمات دولية مشتركة
يشترك البلدان في عضوية مجموعة من المنظمات الدولية، منها:
| علم المنظمة | اسم المنظمة                               | تاريخ انضمام أوكرانيا | تاريخ انضمام جنوب السودان |
| ----------- | ----------------------------------------- | --------------------- | ------------------------- |
|             | مؤسسة التنمية الدولية                     | 27 مايو 2004          | 18 أبريل 2012             |
|             | يونسكو                                    | 12 مايو 1954          | 27 أكتوبر 2011            |
|             | وكالة ضمان الاستثمار متعدد الأطراف        | 19 يوليو 1994         | 18 أبريل 2012             |
|             | الأمم المتحدة                             | 24 أكتوبر 1945        | 14 يوليو 2011             |
|             | الاتحاد البريدي العالمي                   | ?                     | ?                         |
|             | البنك الدولي للإنشاء والتعمير             | 3 سبتمبر 1992         | 18 أبريل 2012             |
|             | الاتحاد الدولي للاتصالات                  | 7 مايو 1947           | 3 أكتوبر 2011             |
|             | مؤسسة التمويل الدولية                     | 18 أكتوبر 1993        | 18 أبريل 2012             |
|             | المركز الدولي لتسوية المنازعات الاستشارية | 7 يوليو 2000          | 18 مايو 2012              |
|             | منظمة الشرطة الجنائية الدولية             | ?                     | ?                         |

## وصلات خارجية
- موقع وزارة الخارجية الأوكرانية
- موقع وزارة الخارجية الجنوب سودانية